# Parki Jarocina
Parki Jarocina – strona poświęcona parkom znajdującym się na terenie miasta Jarocin.

## Park Miejski

### Opis parku
Park znajduje się płn. – zach. części centrum, na granicy os. 1000 – lecia. Przez park przepływa mała rzeczka Lipinka.

### Zabytki
Na terenie parku znajdują się zabytki które odegrały ważną rolę w historii Jarocina.

#### Pałac Radolińskich
Pałac Radolińskich znajduje się w centralnej części parku. Był siedzibą dawnych właścicieli Jarocina – Rodu Radolińskich jak i Zarembów. Przy zamku znajduje się Biblioteka Publiczna miasta i gminy Jarocin i szkoła muzyczna I stopnia.

#### Skarbczyk
Pierworodnie stała tu rezydencja pierwszych właścicieli Jarocina – Zarembów. Badania wykopaliskowe potwierdziły istnienie tu drewnianej budowli obronnej, wzniesionej zapewne po połowie XIII wieku. Stała ona nad Lipówką, na szczycie sztucznie podwyższonego pagórka umocnionego kamieniami oraz pniami dębowymi i brzozowymi. Wokół wykopano fosę, zasilaną wodą z pobliskiego stawu.

## Park Szubianki

### Opis Parku
Park znajduje się w płd. – centralnej części miasta, jest on położony na granicy os. Wrocławska i os. Kościuszki. Przez park przepływa mała rzeczka Lipinka.

### Stawy
Na terenie parku znajduje się staw, połączony dwiema podziemnymi rurami z rzeczką Lipinką. Staw jest w pełni dostępny dla odwiedzających park.

### Plac zabaw
Na terenie parku znajdował się plac zabaw. Znajdował się on w zachodniej części parku. W 2014 roku jest planowane zbudowanie na terenie starego, nowy plac zabaw.

## Park Zwycięstwa

### Opis parku
Park znajduje się w centralnej części miasta w centrum. Przez park przepływa mała rzeczka Lipinka.

### Zabytki

#### Głaz pamiątkowy
W parku znajduje się pamiątkowy głaz z tablicą ku czci Bohaterskich Synów Ziemi Jarocińskiej 1939-1945.